# أنتيكولي كورادو
أنتيكولي كورادو هي بلدة تقع في العاصمة روما في إيطاليا .

## السكان
تطور النمو السكاني لـ أنتيكولي كورادو

## توأمة
لأنتيكولي كورادو اتفاقيات توأمة مع:
- أركوس ديلا فرونتيرا